# Leeds

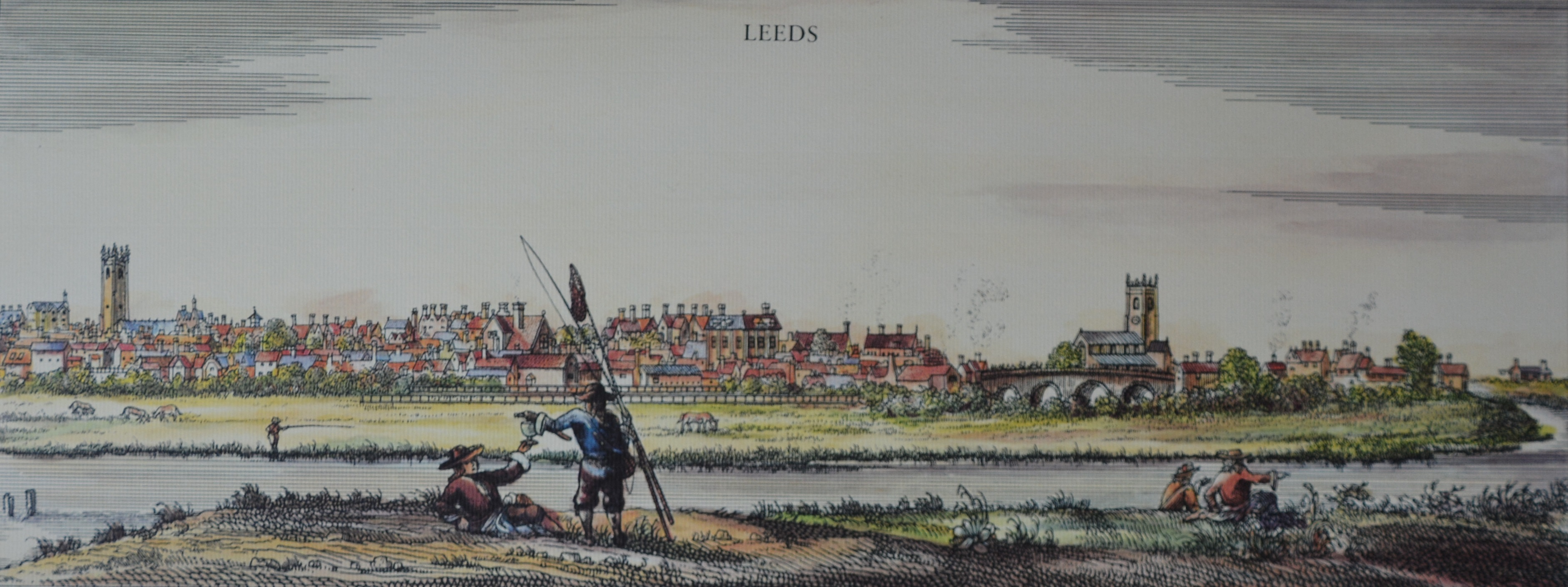
Leeds 1715

Leeds är en stad i storstadslänet och ceremoniella grevskapet West Yorkshire som ligger i norra England i Storbritannien. Staden har omkring 430 000 invånare[när?] medan storstadsdistriktet (City of Leeds) har omkring 822 000 invånare (2022). Genom staden rinner floden Aire. Leeds fungerar bland annat i ekonomiskt hänseende som huvudort i en storstadsregion där även  Bradford, Calderdale, Kirklees, Wakefield och Barnsley ingår.
Staden växte kraftigt från 1600-talet och framåt och kom att överta Yorks position som dominerande stad i regionen, i huvudsak på grund av den växande ullindustrin. Numera arbetar de flesta inom servicesektorn och finanssektorn är en av de största i landet. Stadens officiella slogan är The UK's Favourite City.

## Historia
I Leeds fanns under romartiden sannolikt ett fort, Cambodunum. Vid det romerska rikets fall kom staden att utgöra en av del av det brittiska kungariket Elmet. Senare att tillhörde det Deira och Northumbria. Den första gången som Leeds med säkerhet nämns i skrift är i Domesday Book då Ledes, från slutet av 1000-talet e.Kr. Staden undgick Vilhelm Erövrarens härjningar, men flera av de omgivande byarna, som numera är stadsdelar, lades i ruiner.
Staden fick sina stadsrättigheter 1207 och från 1300-talet och framåt växte en ullindustri upp här. Från början av 1700-talet kom staden att växa på allvar och den industriella revolutionen gjorde den till en av de största i Storbritannien. Världens största yllefabrik, Armley Mills, ägd av Benjamin Gott, fanns här vid 1800-talets början. Under samma århundrade fick verkstadsföretagen en betydande ställning och stadens industri blev mer varierad.

## Politik
| Styrande parti i stadsfullmäktige | Styrande parti i stadsfullmäktige                                           |
| --------------------------------- | --------------------------------------------------------------------------- |
| 1842-1895                         | Liberaler                                                                   |
| 1895-1904                         | Konservativa                                                                |
| 1904-1907                         | Liberaler                                                                   |
| 1907-1928                         | Inget parti har majoriteten, i praktiken styr de konservativa               |
| 1928-1930]                        | Labour                                                                      |
| 1930-1933                         | Konservativa                                                                |
| 1933-1935                         | Labour                                                                      |
| 1935-1945                         | Konservativa                                                                |
| 1945-1951                         | Labour                                                                      |
| 1951-1953                         | Konservativa                                                                |
| 1953-1967                         | Labour                                                                      |
| 1967-1972                         | Konservativa                                                                |
| 1972-1976                         | Labour                                                                      |
| 1976-1980                         | Konservativa                                                                |
| 1980-2004                         | Labour                                                                      |
| 2004-2010                         | Koalition av liberaldemokrater, konservativa samt varierande mindre partier |
| 2010-                             | Labour och de gröna                                                         |

Under 1800-talet var Leeds ett starkt liberalt fäste, men liksom i övriga Storbritannien kom Labour under början av 1900-talet att ersätta liberalerna som de konservativas huvudkonkurrent. De politiska skiljelinjerna mellan partierna har ofta varit mindre än på riksplanet.
Stadsfullmäktige består av 99 mandat. Staden är indelade i 33 valkretsar där de 3 kandidater som får flest röster får mandaten. Sedan lokalvalen 2004 styr en allians av liberaldemokraterna, de konservativa och de gröna.
Konservativa partiet är starkast i norra Leeds, med undantag för Moortown. Moortown var vid senaste valet, liksom de studenttäta områdena närmare centrum samt Rothwell i södra Leeds, liberaldemokraternas starkaste fästen. Morley Borough Independents tog, logiskt nog, samtliga sina mandat i Morley, där de var ensamma om att ta mandat. De gröna tog samtliga sina mandat i valkretsen Farnley and Wortley där de tog samtliga mandat. Övriga delar av staden vanns av Labour.
Med undantag för en period under det engelska inbördeskriget kom Leeds inte att bli representerat i parlamentet förrän parlamentsreformen 1832. Vid val till det brittiska parlamentet är staden uppdelad i åtta valkretsar: Leeds West, Leeds Central, Leeds North West, Leeds North East, Leeds East, Elmet, Morley and Rothwell och Pudsey.
Sju av åtta parlamentsledamöter från staden tillhör för närvarande Labour: John Battle (Leeds West), Hilary Benn (Leeds Central), Fabian Hamilton (Leeds North East), George Mudie (Leeds East), Colin Burgon (Elmet), Colin Challen (Morley and Rothwell) och Paul Truswell (Pudsey). Den enda representanten för ett annat parti är Greg Mulholland (Leeds North West), som representerar liberaldemokraterna. Under åren 1997-2005 var samtliga parlamentsledamöter från Labour. Historiskt sett har samtliga valkretsar med undantag för North East och North West varit Labour-fästen, de senare har vanligen tagits av konservativa partiet.

## Bebyggelse
Stadskärnan präglas av modern bebyggelse och omfattande nybyggnation. Staden är känd för sina många shoppingarkader, de flesta strax öster om järnvägsstationen. Arkaderna byggdes i slutet av 1800-talet och har på senare tid kompletterats med flera nya shoppingkomplex. I öst-västlig riktning genom centrum går gatan Headrow och i nord-sydlig Briggate. Dessa kan sägas utgöra huvudgator. Både Headrow och Briggate har gamla anor. Briggates ursprung går tillbaka åtminstone till stadens grundande under 1200-talet, medan Headrow funnits åtminstone sedan 1500-talet. Stadstorget ligger i centrum, bredvid järnvägsstationen, och anlades i början av 1900-talet. I norra delen av centrum ligger stadshuset, ritat av Cuthbert Brodrick och invigt 1858 av drottning Viktoria, samt medborgarhuset, ritat av Vincent Harris och invigt 1933. En del av Leeds Metropolitan University ligger också här. Något norr om centrum ligger University of Leeds. I sin tur alldeles norr om universitet ligger Hyde Park, som när vädret tillåter ofta är fullt av picknickande studenter. En bit söder om centrum, i Beeston finns Elland Road, Leeds Uniteds hemmaarena. I alla riktningar ut från centrum breder bostadsområdena ut sig. Vanligen utgörs de av radhus av typiskt engelskt snitt, i stadens yttre delar finns dock en betydande villabebyggelse. Ett antal större höghus finns också spridda runt om i staden. De flesta av stadsdelarna har något shoppingstråk och det finns ett antal större shoppingkomplex även utanför stadskärnan, bland annat i Seacroft. I nordöstra Leeds ligger Roundhay Park en mycket stor park, inköpt av staden i slutet av 1800-talet. Väster och söder finns ett antal orter och städer som är mer eller mindre sammanvuxna med Leeds, bland annat Yeadon, Morley och Rothwell.
Det finns tre större sjukhus i staden, Leeds General Infirmary, St James's University Hospital och Seacroft Hospital.

### Stadsdelar
| - Adel - Alwoodley - Aireborough - Armley - Barwick & Kippax - Beeston - Beeston Hill - Bramley - Burmantofts - City & Holbeck - Chapel Allerton - Cookridge | - Garforth - Gipton - Halton - Harehills - Headingley - Horsforth - Hunslet - Hyde Park - Kirkstall - Middleton - Moorside - Moortown - North | - Pudsey - Richmond Hill - Rothwell - Roundhay - Seacroft - Stanningley - Swillinton - Swinnow - Weetwood - Wetherby - Whinmoor - Wortley |  |

## Befolkning

### Etnicitet och åldersprofil
Staden är relativt typisk för Storbritannien i både etniskt och religiöst hänseende. De största minoritetsgrupperna är enligt den senaste folkräkningen pakistanier (2,1 %), indier (1,7 %), övriga vita (1,5 %) och irländare (1,2 %).
I samband med den industriella revolutionen skedde en stor inflyttning till staden. Under 1800-talet flyttade bland annat irländare och judar till staden, de senare på flykt från pogromer i Östeuropa.
Av befolkningen är 25,5 % under 20 år, 30,5 % mellan 20 och 39 år, 24,1 % mellan 40 och 59 år, 8,9 % mellan 60 och 79 år och 11,0 % över 80 år. Befolkningens fördelning i åldershänseende är typisk för Storbritannien, med undantag för att andelen kring 20 år och något äldre är större på grund av den stora andelen studenter. Medellivslängden är 80,7 år för kvinnor och 75,5 år för män.

### Religion
Med avseende på religiös tillhörighet är enligt den senaste folkräkningen 68,8 % kristna, 16,8 % ej religiösa, 3,0 % muslimer, 1,2 % judar och 1,1 % sikher. I staden finns, förutom ett stort antal kyrkor, fyra synagogor, fyra moskéer och tre sikhtempel. . Sedan 1878 är Leeds ett katolskt biskopssäte med Leeds katedral (även kallad Sankt Annes katedral) i stadens centrum.

### Migration
Från staden sker numera en nettoutflyttning till de omgivande städerna och byarna, till en del kustorter samt till London. Utflyttningen till omgivande orter sker främst på grund av att möjligheterna att pendla har förbättrats, medan utflyttningen till kustorter främst beror på att pensionärer flyttar ut och utflyttningen till London orsakas av den stora mängden högavlönade jobb som finns där. Från övriga delar av landet sker en nettoinflyttning, främst orsakad av stadens breda ekonomiska bas och dess ekonomiska tillväxt.
De norra delarna av staden och de norra förorterna domineras av tämligen välbärgade personer i medelåldern och uppåt. De västra och sydvästra delarna domineras av vit arbetarklass. I områdena strax väster om centrum utgör studenterna en stor eller mycket stor andel. Områdena strax norr om centrum har den största icke-brittiska befolkningsandelen.

## Ekonomi
Leeds hade 1998 en BNP på 9,7 miljarder pund (motsvarande drygt 100 miljarder kronor). Staden är känd för sitt varierande näringsliv. Det finns drygt 17 000 momsregistrerade företag. I staden finns den näst största tillverkningsindustrin utanför London, liksom den största pressbranschen och tredje största finanssektorn. Närmare 100 000 personer arbetar inom offentliga sektorn. Fördelningen mellan de olika sektorerna skiljer sig inte i någon högre grad från det brittiska genomsnittet.
Kommunen har en omsättning på drygt en miljard pund och har ungefär 35 000 anställda.

## Infrastruktur
Leeds har varken tunnelbana eller spårvagn, vilket är ovanligt för en stad av dess storlek. Det finns dock planer på att återinföra spårvagnstrafiken. Det planerade spårvagnsnätet kommer att innehålla tre linjer, Syd, Nord och Öst och sträcka sig ut till stadens utkanter. Bussnätet är omfattande med över hundra olika linjer. I stadens västra utkant ligger Leeds Bradford International Airport, som även betjänar Bradford. Centralstationen är centralt belägen. Utöver den finns omkring tio mindre stationer inom staden. Motorvägarna M1 och M62 förbinder Leeds med Sheffield och London respektive Liverpool, Manchester och Kingston upon Hull. Inpendlingen till staden överstiger utpendlingen med omkring 80 000 personer.
Leeds har riktnumret 0113 och postadresser inom Leeds börjar med LS.

## Media
I Leeds finns de lokala tidningarna Yorkshire Evening Post och Yorkshire Post som båda ägs av Johnston Press. Både BBC och ITV/Yorkshire Television har TV-studior i staden. Det finns ett antal radiostationer: BBC Radio Leeds, Radio Aire, Magic 828, Galaxy 105 och Real Radio.

## Utbildning

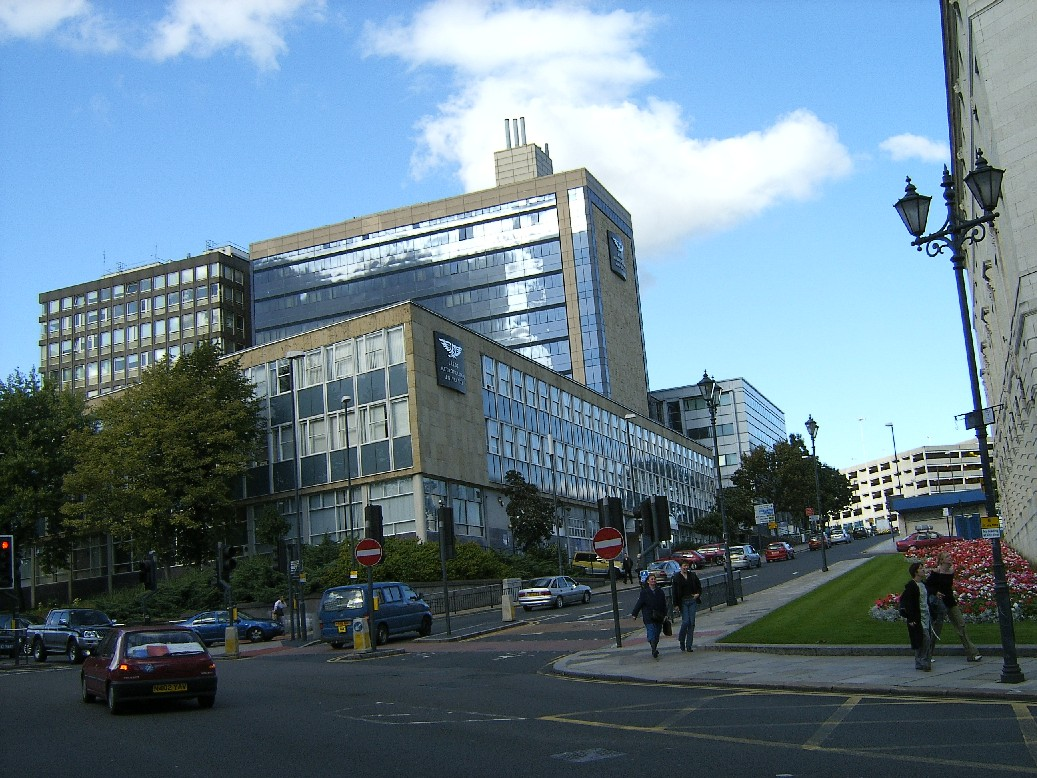
Leeds Metropolitan University.

Det finns två universitet i Leeds, University of Leeds med 28 000 studenter och Leeds Metropolitan University med 26 000 studenter; totalt bor 70 000 studenter i staden. Leeds Metropolitan University har främst Yorkshire och Lancashire som upptagningsområde medan University of Leeds i högre grad har studenter från hela landet. Utöver dessa har Open University sitt regionkontor i staden. Open University är ett statligt universitet baserat på distansutbildning.
Det finns nio college i staden: Leeds College of Art & Design, Leeds College of Building, Leeds College of Music, Joseph Priestley College, Northern School of Contemporary Dance, Notre Dame Sixth Form College, Park Lane College, The Leeds College of Technology och Thomas Danby College. Leeds College of Technology har 5 000 studenter och har i huvudsak yrkesinriktade kurser.
På motsvarande gymnasienivå finns bland annat Leeds Grammar School, grundad 6 mars 1547. Det finns (2003) totalt 294 offentliga skolor i Leeds. Befolkningens utbildningsgrad ligger i nivå med genomsnittet för landet.

## Geologi
Större delen av Leeds ligger på kolavlagringar från karbon bildade då det växte regnskog på platsen. Strax norr om staden utgörs berggrunden istället av sandsten och skiffer och öster om staden dominerar kalksten.

## Klimat och miljö
Leeds har liksom övriga Storbritannien ett utpräglat kustklimat.
| Månad                            | Temperatur* | Temperatur* | Regn |
| Månad                            | Min.(°C)    | Max.(°C)    | (mm) |
| -------------------------------- | ----------- | ----------- | ---- |
| Januari                          | 0,3         | 5,8         | 61   |
| Februari                         | 0,2         | 5,9         | 45   |
| Mars                             | 1,6         | 8,7         | 52   |
| April                            | 3,1         | 11,3        | 48   |
| Maj                              | 5,5         | 15,0        | 54   |
| Juni                             | 8,5         | 18,2        | 54   |
| Juli                             | 10,4        | 19,9        | 51   |
| Augusti                          | 10,5        | 19,9        | 65   |
| September                        | 8,7         | 17,3        | 57   |
| Oktober                          | 6,3         | 13,4        | 55   |
| November                         | 2,9         | 8,8         | 57   |
| December                         | 1,2         | 6,7         | 61   |
| *Medeltemperaturen under månaden |             |             |      |

Antalet dagar med mellan eller höga halter av föroreningar är jämförbart med genomsnittet för brittiska städer. De största partikelhalterna finns kring centrum, Beeston, Richmond Hill och Hunslet, där de är drygt 40 μg/m³, för att i stadens utkanter sjunka till under 30 μg/m³.

## Kultur och nöje
Staden är känd för sitt omfattande nattliv med en stor mängd nattklubbar, mycket beroende på det stora antalet studenter.
I staden finns Leeds Grand Theatre som är en betydande operascen. The Henry Moore Institute innehåller dels centralbiblioteket, dels ett galleri. Förutom huvudbiblioteket finns det omkring 50 lokala bibliotek i de olika stadsdelarna och orterna utanför själva staden. Bland stadens historiska sevärdheter finns Kirkstall Abbey, en klosterruin med anor från 1100-talet och Temple Newsam, tidigare ägt av tempelriddare. Från början av den industriella revolutionen finns Armley Mills, tidigare världens största ullfabrik, numera museum, och Middleton Railway, en omkring 250 år gammal järnväg. Leeds City Museum behandlar Yorkshires historia. Sedan 1996 har Royal Armouries ett av sina museum i staden, med en imponerande samling rustningar och annan krigsutrustning från större delen av världen. Det finns ett antal historiska museum som speglar den egna lokala historien, bland annat i Horsforth och Otley. I Roundhay Park finns ett tropikcentrum.
Exempel på artister från Leeds som slagit igenom internationellt är Mark Knopfler, Chumbawamba, Melanie Brown (Spice Girls), The Sisters of Mercy och Kaiser Chiefs. 
I augusti varje år hålls Leeds Festival i Bramham Park öster om staden.

## Sport

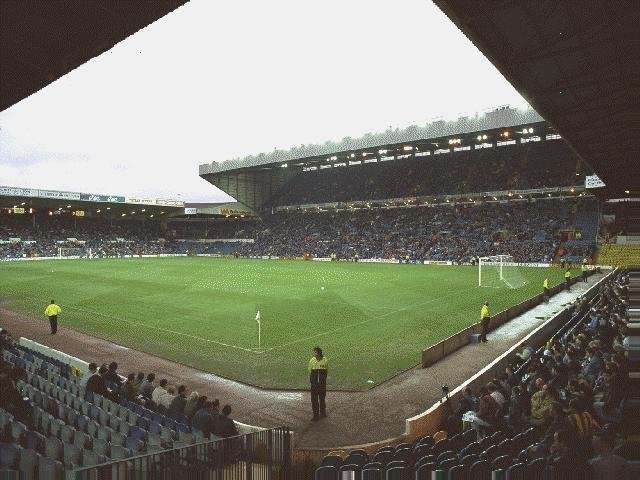
Elland Road

De stora sporterna i Leeds är de samma som i Storbritannien som helhet: fotboll, rugby och cricket.
Fotbollslaget Leeds United spelar på Elland Road och har tidvis haft stora framgångar speciellt under 1960- och 1970-talet samt runt millennieskiftet. Laget vann engelska ligan 1968/69, 1973/74 och 1991/92. De har dessutom vunnit den europeiska UEFA-cupen, två gånger spelat semifinaler samt en final i Europacupen och en final Cupvinnarcupen. Efter att ett ekonomiskt vågspel med stora spelarinvesteringar sprack och klubben tvingades till försäljning av först spelare och sedan stadium. Efter många säsonger med en nedåtgående trend, de var bl.a. nere i League One, spelar laget nu (säsongen 2021/2022) i Premier League för andra året i rad. Under 2000-talet anses lagets semifinal i Uefa Champions League 2000/2001 som största merit, bland spelarna i laget märktes namn som Paul Robinson, Alan Smith, Harry Kewell och Mark Viduka.
Desto bättre har det gått för rugbylaget Leeds Rhinos som vann Super League för första gången 2004 och World Club Challenge 2005. De spelar den variant av rugby som kallas rubgy league och har relativt begränsad internationell utbredning. Det andra rugbylaget, Leeds Tykes spelar den internationellt mer populära varianten rugby union och tillhör (2005) bottenskiktet i den översta ligan. De bägge rugbylagen delar ägare samt stadium. Deras stadium ligger i Headingley, alldeles bredvid cricketlaget Yorkshire County Cricket Clubs hemmaarena.
Det finns ett antal golfbanor runt staden. På en av dessa, Moortown Golf Club, spelades Ryder Cup 1929. I Wetherby, strax nordost om staden ligger en betydande hästkapplöpningsbana. En simbassäng, Leeds International Pool, öppnades 1967 med höga ambitioner men den har inte underhållits och ska ersättas av en ny pool. Den nya poolen kommer att utgöra en del av South Leeds Stadium som även innehåller en rugbyplan, friidrotts- och tennisbanor samt möjlighet att spela boule. Vintertid brukar en isbana skapas på torget vid medborgarhuset.

## Övrigt
Leeds har sex vänorter: Brno i Tjeckien; Dortmund i Tyskland; Durban i Sydafrika; Hangzhou i Kina; Lille i Frankrike; Siegen i Tyskland. Det finns även planer på att Louisville, Kentucky ska bli vänort.
Leeds Castle ligger inte i Leeds utan i Maidstone, Kent i södra Storbritannien. Inte heller Leedsichthys, troligen den största fisk som någonsin levat, har något med staden att göra utan har fått sitt namn av fossilsamlaren Alfred Leeds.

## Bilder

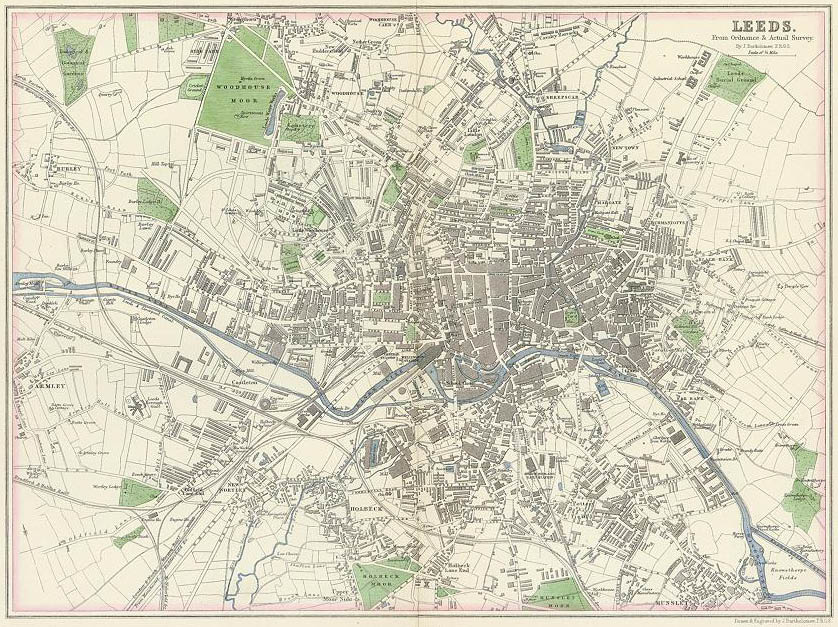
Karta över Leeds 1866.
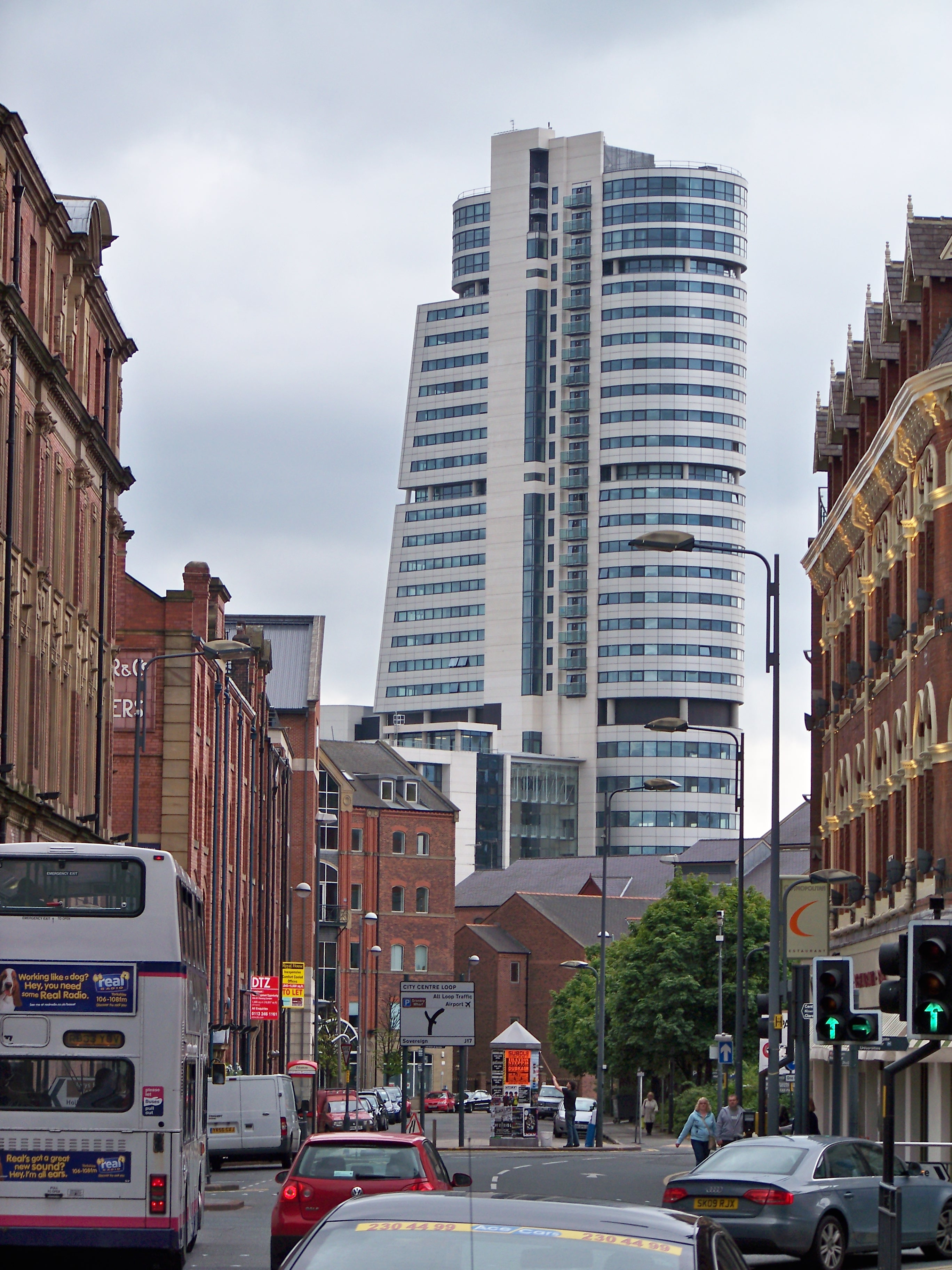
Bridgewater Place.
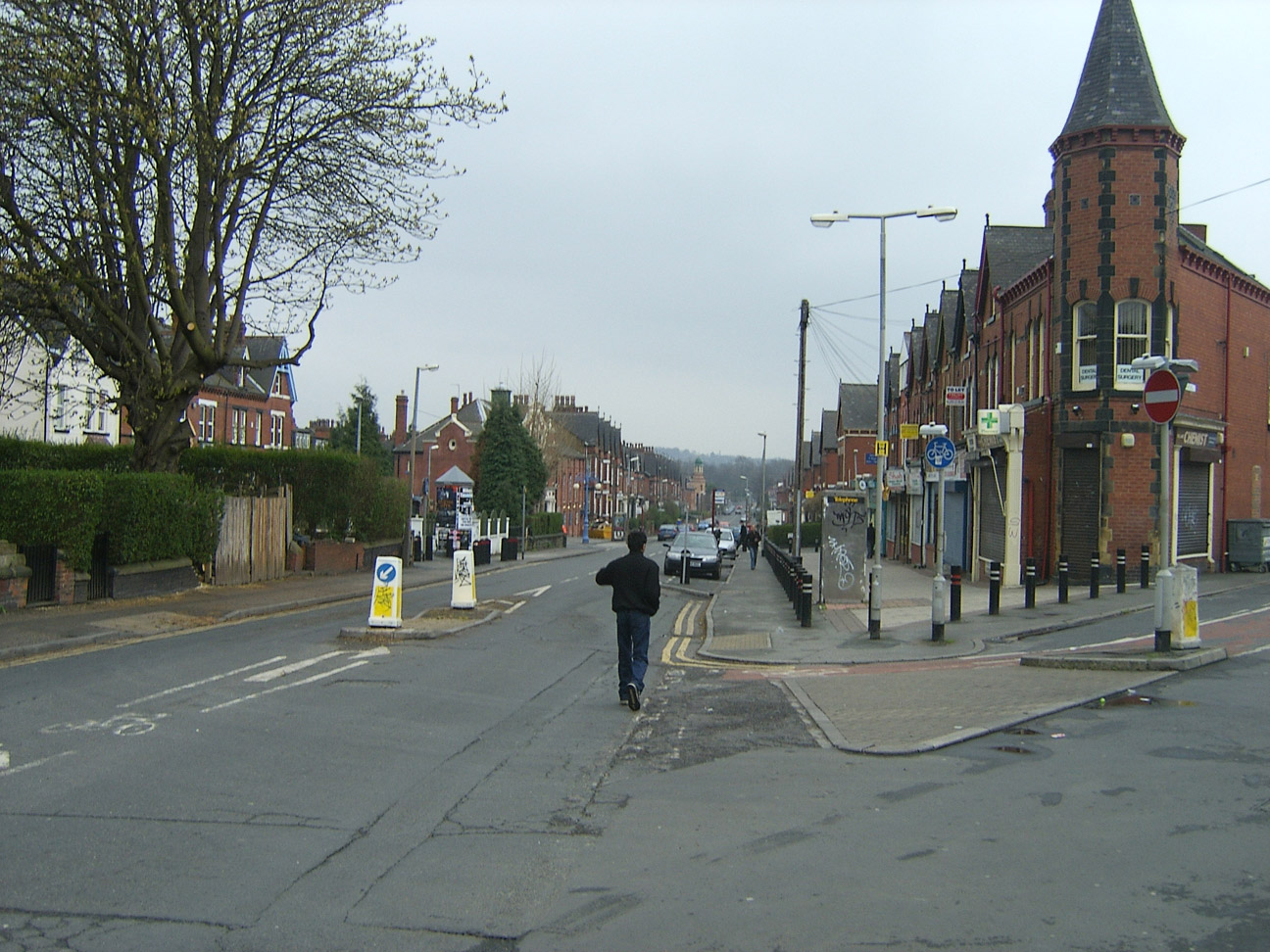
Hyde Park, stadsdel i Leeds.
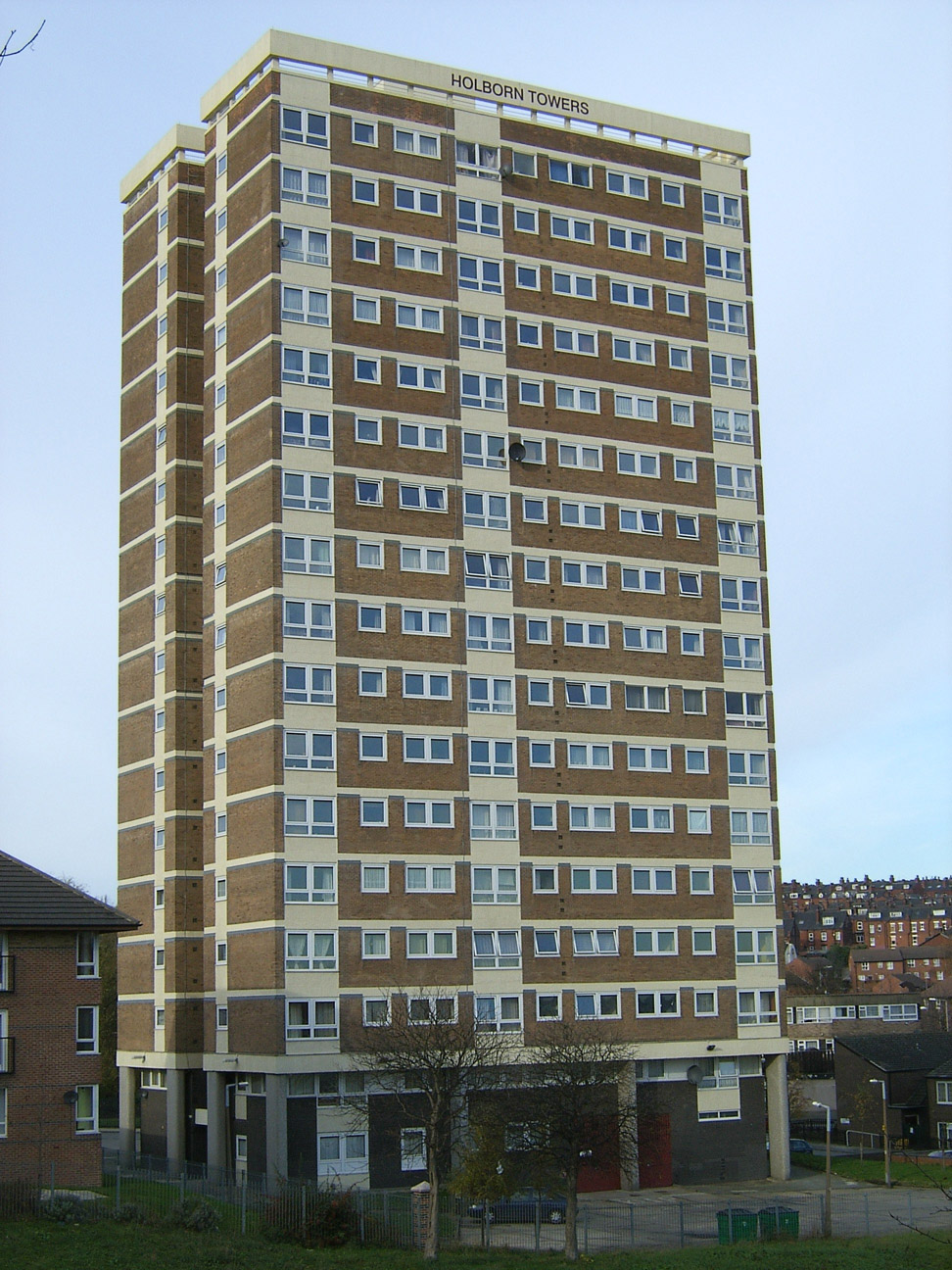
Holborn Tower.